# Алкільні групи
Алкільна група, алкіл — одновалентна функціональна група, загальна назва залишків насичених вуглеводнів, утворених відніманням одного атому водню. Наприклад, метильна група -СН3 — це одновалентний залишок метану CH4, етильна -CH2CH3 — фрагмент етану C2H6.

Ізопропіл

трет-Бутил

Залежно від кількості атомів вуглецю, що межують із атомом, який утворює зв'язок, розрізняють алкільні групи:
- первинні (наприклад, метил -CH3);
- вторинні (наприклад, ізопропіл -CH(CH3)2);
- третинні (наприклад, трет-бутил -C(CH3)3)).

| Назва вуглеводню | Формула | Назва замісника | Формула |
| ---------------- | ------- | --------------- | ------- |
| Метан            | СН4     | Метил           | СН3     |
| Етан             | С2Н6    | Етил            | С2Н5    |
| Пропан           | С3Н8    | Пропіл          | С3Н7    |
| Бутан            | С4Н10   | Бутил           | С4Н9    |
| Пентан           | С5Н12   | Пентил          | С5Н11   |
| Гексан           | С6Н14   | Гексил          | С6Н13   |
| Гептан           | С7Н16   | Гептил          | С7Н15   |
| Октан            | С8Н18   | Октил           | С8Н17   |
| Нонан            | С9Н20   | Ноніл           | С9Н19   |
| Декан            | С10Н22  | Децил           | С10Н21  |